# 女性・平等担当大臣
女性・平等担当大臣（じょせい・びょうどうたんとうだいじん、英語: Minister for Women and Equalities）は、イギリスの閣僚ポスト。担当官庁は内閣府内の独立した機関である政府平等局であり、職務は性不平等をはじめとするあらゆる差別に対処することである。

## 概説
イギリスの閣僚ポスト。職務は性不平等をはじめとするあらゆる差別に対処することである。第1次ブレア内閣において女性担当大臣として設置された。その後に発足したブラウン内閣にて現在の名称に変更された。また、トラス内閣では平等担当大臣に名称が変更されたがその後に発足したスナク内閣では再び女性・平等担当大臣に名称が変更された。女性・平等担当大臣経験者で首相に就任したのはテリーザ・メイとリズ・トラスの2人である。

## 歴史
1997年の第1次ブレア内閣の発足と同時に女性担当大臣として設置された。初代大臣にはハリエット・ハーマンが就任した。その後、2007年に発足したブラウン内閣において現在の女性・平等担当大臣に名称が変更された。また、2022年に発足したトラス内閣では平等担当大臣に名称が変更されたがその後に発足したスナク内閣で再び女性・平等担当大臣に名称が変更された。